# カシア郡 (アイダホ州)
カシア郡（英: Cassia County）は、アメリカ合衆国アイダホ州の南部に位置する郡である。2010年国勢調査での人口は22,952人であり、2000年の21,416人より7.2％増加した。郡庁所在地はバーリー市（人口10,345人）であり、同郡で人口最大の都市でもある。

## 歴史
カシア郡は1879年2月20日に、オワイヒー郡から分離してアイダホ準州議会により設立された。当時の郡庁所在地はアルビオンだった。1907年に郡の西部がツインフォールズ郡として分離された。1913年1月30日に郡東部がパワー郡として分離された時に現在の郡域が確定された。1918年に郡庁所在地がバーリーに移転された。郡名はカシア・クリークから名付けられており、カシア・クリークはモルモン大隊のメンバーで移民隊の指導者だったジョン・カジア、あるいはこの地域に見られた植物のどちらかにより名付けられた。

## 郡政府

### 選挙で選ばれる役人
アイダホ州の他の郡と同様、選挙で選ばれる3人の委員からなる郡政委員会が郡政を担当している。その他選挙で選ばれる役人としては郡事務官、財務官、保安官、監査官、検視官、検事がいる。
アイダホ州の中では郡全体が第27選挙区に入っている。第27選挙区には他にパワー郡、オナイダ郡の全体とビンガム郡の一部が含まれるが、選挙区選出の州議会議員は全てカシア郡内に住んでいる。上院議員はデクロ市出身のデントン・ダーリントン、下院議員はオークリー出身のスコット・ベッケとバーリー出身のフレッド・ウッドである。カシア郡のあるマジック・バレー出身の議員は伝統的に長期間その職にあるので、重要な委員会の指導者あるいは委員長を務めることが多い。1998年から2006年、バーリー出身のブルース・ニューカムが下院議長を務めた。現在は下院のベッケが下院多数党院内総務補、上院のダーリントンが上院長老であり、上院司法規制委員会委員長を務めている。またウッドは合同財務予算割り当て委員会の委員を務めている。
連邦議会下院では第2選挙区に入っており、共和党のマイク・シンプソンが議員を務めている。

### 政治
カシア郡はどの分類でも共和党の強い地盤である。郡政府の役人は全て共和党員であり、この状態が長く続いている。民主党は郡あるいは州の議席を求めることが滅多に無いので、共和党の予備選挙が事実上の選挙になっている。カシア郡は州議会や州知事の選挙で一貫して共和党を支持する郡の1つであり、2010年の知事選挙の場合、共和党のバッチ・オッター（現職知事）が投票総数の76.54％を獲得して、民主党候補のキース・オールレッド（16.73％）を大差で制した。2008年アメリカ合衆国大統領選挙の場合、共和党候補のジョン・マケインが80.4％を制し、民主党候補のバラク・オバマは16.9％に過ぎなかった。カシア郡を制した民主党の大統領候補は、1940年の大統領選挙で共和党のウェンデル・ウィルキーを約100票差で破ったフランクリン・ルーズベルトが最後だった。

## 教育
カシア郡の公共教育は1950年代に結成されたカシア合同教育学区第151の1つだけで管轄されている。高校はバーリー高校など5校ある。

## 地理
カシア郡はバーリー小都市圏に属している。
アメリカ合衆国国勢調査局に拠れば、郡域全面積は2,580.31平方マイル (6,683.0 km2)であり、このうち陸地は2,566.45平方マイル (6,647.1 km2)、水域は13.86平方マイル (35.9 km2)で水域率は0.54％である。
郡内最高地点は標高3,151メートルのキャッシュ峰であり、最低地点はスネーク川の貯水池、ミルナー湖の標高1,260メートルである。
郡の北半分はスネーク川平原のマジック・バレーに入っており、多くの山地が南の境界から北に広がり、東西方向に流れる川に近づくにつれて平たくなっている。
郡南部にはシティ・オブ・ロックス国立保護区があり、25億年前の花崗岩バソリス（底盤）が露出している。

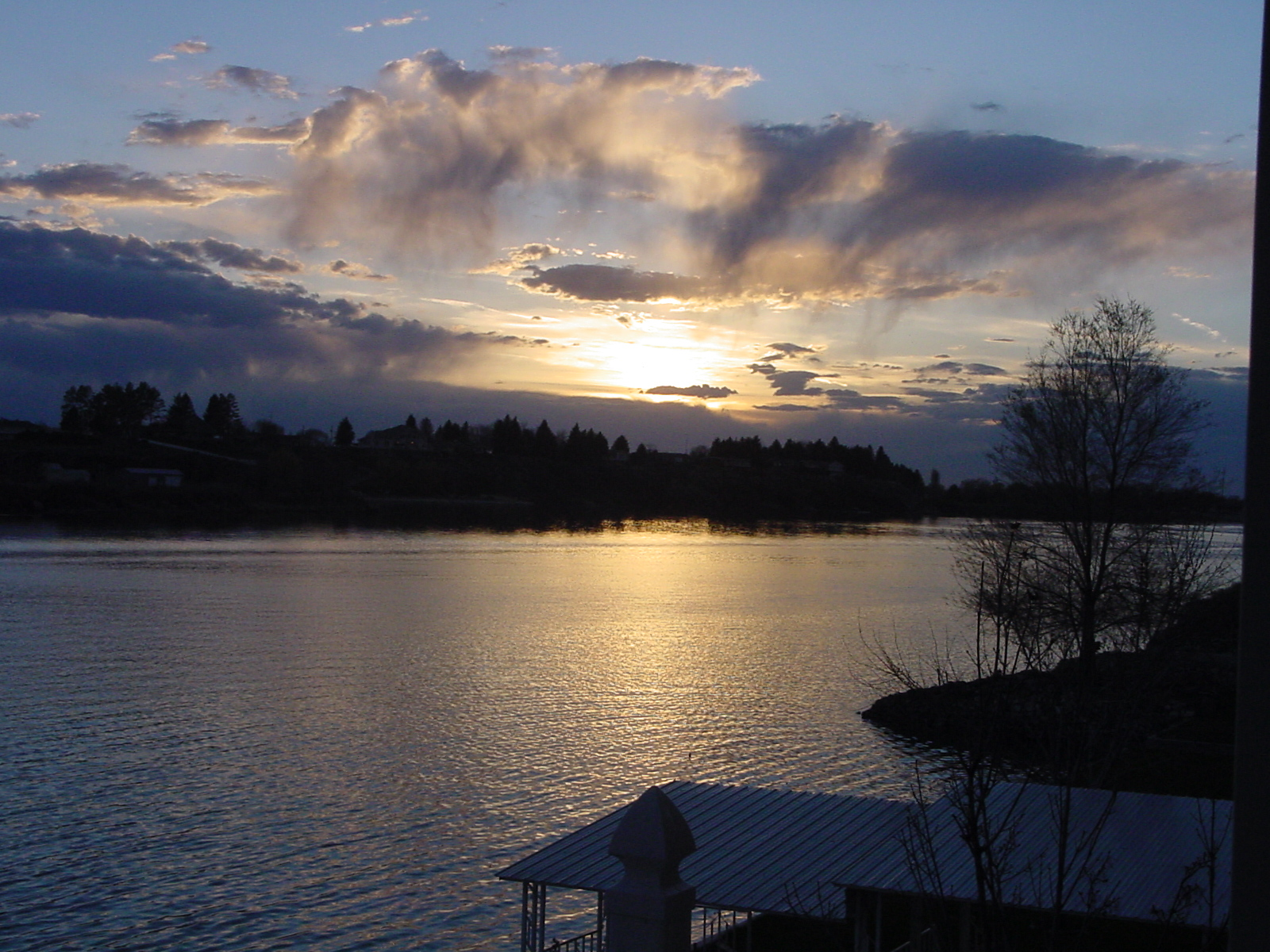
ミニドカ郡ヘイバーンからスネーク川越にバーリーを望む

### 隣接する郡
- ミニドカ郡 - 北
- ブレイン郡 - 北
- パワー郡 - 北東
- オナイダ郡 - 東
- ボックスエルダー郡 (ユタ州) - 南東
- エルコ郡 (ネバダ州) - 南西
- ツインフォールズ郡 - 西
- ジェローム郡 - 北西

### 国立保護地域
- シティ・オブ・ロックス国立保護区
- ミニドカ国立野生生物保護区（部分）
- ソートゥース国立の森（部分）

### 高規格道路
- - 州間高速道路西84号線
- - 州間高速道路西86号線
- - アメリカ国道30号線
- - アイダホ州道27号線
- - アイダホ州道77号線
- - アイダホ州道81号線

## 人口動態
以下は2000年の国勢調査による人口統計データである。
| 基礎データ - 人口: 21,416人 - 世帯数: 7,060 世帯 - 家族数: 5,485 家族 - 人口密度: 3人/km2（8人/mi2） - 住居数: 7,862軒 - 住居密度: 1軒/km2（3軒/mi2） 人種別人口構成 - 白人: 84.69% - アフリカン・アメリカン: 0.17% - ネイティブ・アメリカン: 0.80% - アジア人: 0.37% - 太平洋諸島系: 0.05% - その他の人種: 12.06% - 混血: 1.87% - ヒスパニック・ラテン系: 18.74% 先祖による構成 - イギリス系：23.1％ - アメリカ人：13.8％ - ドイツ系：12.9％ | 年齢別人口構成 - 18歳未満: 34.1% - 18-24歳: 9.0% - 25-44歳: 24.5% - 45-64歳: 19.6% - 65歳以上: 12.7% - 年齢の中央値: 31歳 - 性比（女性100人あたり男性の人口） - 総人口: 101.2 - 18歳以上: 98.7 世帯と家族（対世帯数） - 18歳未満の子供がいる: 42.4% - 結婚・同居している夫婦: 65.2% - 未婚・離婚・死別女性が世帯主: 8.8% - 非家族世帯: 22.3% - 単身世帯: 19.5% - 65歳以上の老人1人暮らし: 9.5% - 平均構成人数 - 世帯: 2.99人 - 家族: 3.46人 収入と家計 - 収入の中央値 - 世帯: 33,322米ドル - 家族: 38,162米ドル - 性別 - 男性: 29,132米ドル - 女性: 19,851米ドル - 人口1人あたり収入: 14,087米ドル - 貧困線以下 - 対人口: 13.6% - 対家族数: 11.1% - 18歳未満: 17.6% - 65歳以上: 8.0% |

## 都市と町

### 都市
- バーリー - 郡庁所在地
- デクロ
- アルビオン
- マルタ
- オークリー

### 未編入の町
- アルモ
- エルバ
- サブレット